# Anna Amore
Anna Amore, nombre artístico de Natalie S. Moore (St. Louis, 25 de agosto de 1967 - Norfolk, 19 de junio de 2016), fue una modelo nudista y actriz pornográfica estadounidense; de origen étnico afroamericano que también utilizó el nombre artístico de "Clima Tormentos" al comienzo de su carrera. Según su declaración oficial, ella es (o al menos fue durante su carrera pornográfica) de medidas 1,68 m, de altura con un peso de 59 kg y un tamaño de senos de 38DD, (ya que se había sometido a una operación de aumento de senos).

## Biografía
Anna Amore nació en 1967, probablemente en St. Louis, en el estado de Missouri, ella creció en Farmington Hills, un lugar en el estado de Míchigan, a una hora en automóvil de Detroit. Amore estudió en la Universidad de Míchigan y tenía una licenciatura en administración financiera.
En la primera mitad de los noventa, se agrandó los senos y comenzó a hacerse pasar por una modelo desnuda para revistas de desnudos como Score y Hustler's Busty Beauties. Hizo su debut en una película pornográfica en 1994, a la edad de 27 años, en The Lost Tapes del sello Zane Entertainment Group. Al año siguiente, se mudó a Los Ángeles, California, donde comenzó seriamente su carrera porno con la ayuda de su compañera actriz porno Heather Hunter. Sin embargo, no quería tener sexo anal para la cámara, en sus propias palabras porque le había prometido a su padre que nunca haría eso, aunque hizo al menos una vez.
De acuerdo con la Internet Adult Film Database (IAFD), Amore gravo un total de 88 películas porno durante su carrera. Algunas de estas producciones de estudio se enfocaron específicamente en el género de las orgias, como Topper Video, Big Top Video y Napali Video, pero también trabajaron para sellos líderes y más aclamados como Vivid Entertainment, VCA Pictures, Elegant Angel, Wicked Pictures, Sin City, New sensaciones y Extreme Associates. En 2002, Amore finalmente se retiró de la industria del porno.